# Ricky Shayne
Ricky Shayne, de son vrai nom George Albert Tabett (né le 4 juin 1944 au Caire et mort le 8 novembre 2024 à Berlin) est un chanteur français, faisant carrière dans les pays germanophones.

## Biographie
George Albert Tabett, fils d'un père libanais et d'une mère française, grandit au Liban et arrive à Paris avec sa mère à l'âge de 15 ans, où il apprend le chant pendant deux ans.
Il s'installe en Italie, où il obtient son premier succès sous le nom de Ricky Shayne avec Uno dei Mods. Il vient en Allemagne en 1966 à l'occasion du tournage de Les Dieux sauvages avec Udo Jurgens. En 1967, son premier titre en allemand Ich sprenge alle Ketten atteint les meilleures ventes. Giorgio Moroder et Michael Holm, qui sont alors inconnus, signent la musique et le texte. En raison de son look, Ricky Shayne devient une idole des adolescents.
En 1969, Shayne publie Das hat die Welt noch nicht gesehn, Es wird ein Bettler zum König et Ich mache keine Komplimente qui sont classés. En 1971, il connaît son plus grand succès en faisant une version allemande de Mamy Blue. La même année, il joue dans le film Hurra, wir sind mal wieder Junggesellen! (de). En 1975, il joue dans l'épisode Calcutta de la série Inspecteur Derrick . Il émigre ensuite aux États-Unis pour commencer une nouvelle carrière. Il revient de temps en temps en Allemagne pour interpréter ses succès passés dans des émissions télévisées.
En 1989, Ricky Shayne fait un retour en enregistrant Once I'm Gonna Stay Forever avec Dieter Bohlen qui sera le générique de la série de la ZDF Rivalen der Rennbahn (de). La chanson est publiée en single et dans l'album de la bande originale. De plus, il fait une reprise de Samuraj, interprété d'abord par Nino de Angelo.
Il ouvre par la suite un commerce à Düsseldorf qu'il délaisse au bout d'un an et demi. Il passe ses loisirs dans le dessin et la peinture, organisant une exposition en 2010 Ricky Shayne. The Outsider.
Ricky Shayne meurt le 8 novembre 2024 à Berlin.

## Discographie
Singles
- 1967: Ich sprenge alle Ketten
- 1967: Heiss wie ein Vulkan
- 1968: Du bist zu schön, um allein zu sein
- 1968: Buona Notte, Maria
- 1969: Ich mache keine Komplimente
- 1969: Es wird ein Bettler zum König
- 1969: In Chicago (In the ghetto)
- 1970: Glück im Spiel
- 1971: Ginny, komm näher
- 1971: Mamy Blue
- 1971: In festen Händen
- 1972: Delta Queen
- 1972: C'était un homme (chanson du film Le Tueur, paroles de Pierre Delanoë, musique de Hubert Giraud)
- 1974: Jeder Tag bringt mich näher zu dir
- 1976: Quand on se retrouve seul, sur un texte de Léo Carrier et Catherine Desage, mis en musique par Francis Lai
- 1984: A Chi
- 1989: Once I'm Gonna Stay Forever

Albums
- Shayne
- Mamy Blue
- Fantastic
- Bravo Lp
- Ricky Shayne
- Heut ist Vollmond
- Star-Disco
- King Ricky

## Source de la traduction
- (de) Cet article est partiellement ou en totalité issu de l’article de Wikipédia en allemand intitulé « Ricky Shayne » (voir la liste des auteurs).